# JW Marriott Hotel Rio de Janeiro
O JW Marriott Hotel Rio de Janeiro é um luxuoso hotel localizado em frente à praia de Copacabana, na cidade do Rio de Janeiro, Brasil.
Entre os hóspedes ilustres do hotel, destacaram-se o presidente dos Estados Unidos, Barack Obama, sua esposa, Michelle Obama, e as filhas do casal, Malia e Sasha.